# Flashback (chanson de Favé)
Flashback est un single du rappeur Favé en featuring avec le rappeur Gazo sorti le 15 septembre 2023 . Il a atteint la deuxième place du Top Singles pendant une semaine . 

## Classements

### Classements hebdomadaires
| Classements (2023)                      | Meilleure position |
| --------------------------------------- | ------------------ |
| Belgique (Wallonie Ultratop 50 Singles) | 9                  |
| France (SNEP)                           | 2                  |
| Suisse (Schweizer Hitparade)            | 44                 |

## Certifications
| Région                                                                                                 | Certification | Ventes/Streams |
| --- | ------------- | -------------- |
| France (SNEP)                                                                                          | Diamant       | 50 000 000*    |
| *Ventes selon la certification ^Mise en rayon selon la certification xNon précisé par la certification |               |                |